# احلام (خواننده مصری)
فاطمه النبویة محمود الملاح ملقب به  احلام در ۲۵ سپتامبر ۱۹۳۳ خواننده مصری که در استان دقهلیه به دنیا آمد. او در سال ۱۹۹۷ میلادی درگذشت.

## فیلم‌ها
- البنات شربات (۱۹۵۱)
- المرأة (۱۹۴۹)
- المرأة شیطان (۱۹۴۹)
- الطائشة (۱۹۴۶)